# Jack Archer
Jack Archer conocido como "el asesino gigante" es un personaje ficticio del videojuego Robotech: Battlecry. Es un mercenario que más tarde se convierte en piloto de combate veritech, soldado y líder del escuadrón Lobo durante la primera guerra Robotech. Amigo cercano de Roy Focker a pesar de que se separa de él en el Space Fold del SDF-1 de la isla Macross y asiste a su funeral, seis meses más tarde, en donde a su vez, se úne una vez más a las filas del SDF-1. Es un luchador en los levantamientos de la insurrección después de la guerra donde tiene una enemistad personal con Zeraal y con quien al final se enfrenta en el espacio. La última fuente conocida de su vida termina con él en el profundo espacio y lejos de la tierra con escasas posibilidades de supervivencia.

## Biografía
Su personalidad aunque al ser un militar de guerra, tiene la reputación de ir en contra de la autoridad. Tiene un buen espíritu y es valiente, hasta el punto de poner su propia vida en riesgo por el bien de los demás, a pesar de ser competitivo y a veces hasta petulante y arrogante. El buen sentido de la justicia ante el enemigo y la lealtad con sus camaradas, son sus puntos fuertes y la causa de la mayoría de sus desacatos ante la autoridad. Su debilidad es el odio que tiene hacia el estudio y como consecuencia cuando asiste a la academia Robotech a menudo se queda dormido durante las clases.

### Guerra global
Jack nace justo antes del inicio de la guerra mundial en la década de 1990 y sus padres mueren en medio del conflicto, por lo que queda huérfano a corta edad. Las fuerzas militares de su país lo seleccionaron a una edad temprana en donde demuestra que tiene un talento natural como piloto de caza, una posición que disfruta, ya que lo mantiene fuera de la destrucción en la tierra. Su gobierno pronto se disuelve y él se convierte en uno de sus combatientes, llegando a ser un mercenario. Lucha por todos los lados del conflicto, dependiendo de quien le puede ofrecer un mejor pago, convirtiéndose en un freelancer muy buscado. Durante ese tiempo, conoce a otro piloto de la guerra llamado Roy Focker con quien crea una gran amistad. Se reúnen en varias ocasiones a lo largo de la guerra, a veces como enemigos y en otras circunstancias como aliados.
Después de que los incidentes Macross obligan a que la guerra llegue a su fin, el trabajo de Jack cambia y pronto tiene la oportunidad de disfrutar de su vida una vez más. Él comienza a trabajar en la isla Macross en la reconstrucción de la fortaleza de batalla que se estrella. Durante un día de trabajo es abordado de nuevo por Roy, quien en ese momento se encuentra afiliado con el RDF en el proyecto Valkyrie. Él le dice que está probando un "caza" de alto rendimiento que le puede otorgar a Archer una experiencia que nunca ha sentido o conocido hasta entonces, por lo que Jack le pide que se lo enseñe. Poco después, Roy le dice que en realidad lo quiere reclutar y Jack responde a ello con entusiasmo.
Se gradúa de la academia Robotech en un tiempo récord, debido a sus capacidades como piloto de combate, aunque tuvo menos grados espectaculares ya que odia estudiar. Se le da inicialmente una asignación a un combate con el escuadrón lobo sobrevolando la isla Macross, algo que fue muy útil para los demás pilotos cuando las fuerzas Zentraedi vienen a recuperar el SDF-1.

### Primera guerra Robotech
Jack participa en la batalla de apertura de la primera guerra Robotech, luchando junto a Roy Focker y Rick Hunter en el cielo de la ciudad Macross y después participa en la contraofensiva terrestre. Archer resulta gravemente herido durante el escape de la SDF-1. Confinado a una cama de hospital por varios meses, y poco después de haber sido dado de alta, se apura para cumplir con su deber, por lo que se muda a la base de Alaska. Cuando se entera de que Roy Focker fallece dentro del SDF-1 , visita la nave para asistir al funeral de su compañero caído en combate. Antes de que él pueda salir, se halla atrapado en medio de una batalla entre las fuerzas del señor de la guerra Zentraedi Khyron y el SDF-1 sobre la ciudad de Toronto. Él se reúne con el escuadrón Lobo, que ha sido dividido en dos por la maniobra desplegada por las fuerzas de autodefensa y se une a su amiga y compañera Izzy Randal para defender el SDF-1. Durante la batalla el SDF-1 implementa el sistema de barrera omnidireccional para defenderse del ataque de las fuerzas de Khyron y el escuadrón Lobo se une al esfuerzo para repeler a los atacantes. Al final se ven obligados a retirarse, debido a que el sistema del escudo de sobrecarga y destruye la ciudad.
Poco tiempo después, Archer participa en lo que va a ser la batalla final de la primera guerra Robotech. Después de que la tierra es devastada por los Zentraedi, el escuadrón Lobo se une al SDF-1 y al resto de la fuerza de defensa Robotech en el asalto a la flota conformada por cinco millones de naves fuertemente armadas. Durante la batalla el escuadrón Lobo sufre fuertes bajas a manos de la Zentraedi aérea conocida como Kiyora, quien fue abatida por él en su primer tiempo de servicio en la fuerza enemiga.
Después de la batalla final, Jack Archer se traslada a la base-6 junto con Izzy Randal y Hiro Ishi, bajo el mando de Helena Chase.

### Reconstrucción
Tras el final de la Primera Guerra Robotech, Archer es enviado en una misión para sofocar disturbios en el baldío. Aunque sus asignaciones iniciales se centraron principalmente ir en contra del descontento Zentraedi y los carroñeros, Archer participa en diversas operaciones de venta libre contra las fuerzas de Khyron, que están tratando de sembrar el descontento a través del páramo ya que él traza el plan para la destrucción de la SDF-1. Sin embargo, después de un incidente en la inundación de la ciudad que da lugar a un imprevisto con el Catseye (nave de reconocimiento), pronto se hace evidente que Khyron ya no es su mayor adversario, sino más bien un nuevo señor de la guerra Zentraedi: Zeraal. Dónde Khyron está obsesionado con la destrucción de la SDF-1, Zeraal tiene intenciones mucho más ambiciosas. Quiere apoderarse de la Tierra, sacrificar a la humanidad, y prepararse para la llegada de los Maestros Robotech.

### La campaña Zeraal
Las fuerzas de Zeraal rápidamente se involucran en los feroces enfrentamientos entre los Zentraedi y RDF desde la guerra. La escalada de lo que ha sido mediante levantamientos menores en una guerra sin cuartel en el páramo, Zeraal se convierte rápidamente en el nuevo enemigo principal de la Base-6. Durante una operación, las fuerzas de Zeraal tratan de asesinar a Rick Hunter y Lynn Minmei, en un esfuerzo para desmoralizar al RDF. En otro, Izzy Randal es derribada por Kiyora, quien quiere matar a Jack por su derrota anterior. Ambas operaciones terminaron en fracaso, con Hunter, Minmei, e Izzy sobreviviendo gracias a la intervención de Archer. Estas acciones hacen de Zeraal un rival mayor.
Después de encabezar varias operaciones contra exitosa contra las fuerzas de Zeraal, Jack Archer y Hiro Ishi llegan a la ciudad de la Little Mesa, donde los Zentraedi bajo el mando de Skarrde y el lugarteniente de Zeraal Gorian' ordena la masacre de civiles atrapados en refugios. Esto enfureció a Hiro, quien va tan lejos como para intentar asesinar a un Skarrde paralizado. Archer interviene, inmovilizando literalmente a su amigo para proteger al Zentraedi herido, y como resultado deserta del ejército de Zeraal después de ese incidente. Poco tiempo después, Archer también venga la muerte de los civiles en Little Mesa matando a Gorian quien está bajo la mira de la Base-6.
En el año 2015, él es el Comandante del escuadrón Lobo. Durante una serie de patrullas con sus compañeros de escuadrón, él y sus hombres son emboscados por los descontentos no afiliados y quienes los superan en número y armas. En la necesidad de apoyo, Archer envía señales de socorro repetidas, que son recibidas por Rick Hunter. La situación cambia rápidamente y capturan a los rebeldes.

### Batalla final

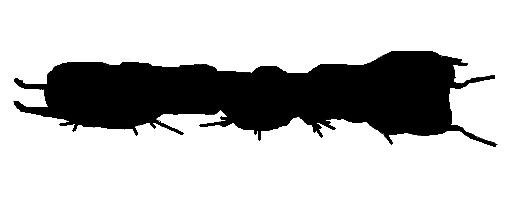
Perfil del sdf-3, muy similar a la nave Zentraedi que Jack Archer ve en lo que parecen ser sus últimos momentos de vida.

La campaña Zeraal alcanza su conclusión en 2015. Después de la destrucción de las SDF-1 y 2 por Khyron, Zeraal lanza un asalto directo a la Base-6. Archer encabeza la defensa de la base, y al matar a Kiyora frustra el ataque, quien era la Comandante de campo de Zeraal tras la muerte de Gorian y la traición de Skarrde. Después de esto, la Base-6 inicia un contraataque masivo contra Zeraal, con Jack a la cabeza. Al final, Chase le ordena eliminar a Zeraal sin importar el costo, y él lanza un asalto directo a la ciudad Zentraedi, cuartel general de Zeraal. Allí queda atrapado en un pliegue de espacio/tiempo con el señor de la guerra rebelde y llevado a las afueras del sistema solar, donde los dos finalmente se reunien cara a cara. Zeraal lo felicita por ser un digno adversario. Sin embargo él entonces empieza a regodearse, alegando que aunque Archer logre matarlo, él nunca sería capaz de volver a la tierra y después no le queda más que morir lejos de su casa. Archer contesta simplemente:

"Si eso es lo que se necesita para poner en marcha mi planeta, entonces que así sea."
- Jack Archer

Archer al eliminar al conquistador, se queda a la deriva en el espacio. Durante lo que él percibe como sus últimos momentos, aparece la silueta de lo que parece ser una gran nave Zentraedi cerca de su mecha. Se desconoce si se trata de un barco de rescate o un buque enemigo y si sobrevive o no; ambos son poco claros en todas las fuentes conocidas. La fuente conocida más relevante es una marca en uno de los pilares, cerca del inicio del nivel que dice: "Jack Archer lives! (Jack Archer vive!)".